# 2022 au Brésil
Chronologie du Brésil
- 2018
- 2019
- 2020
- 2021
- 2022
- 2023
- 2024
- 2025
- 2026

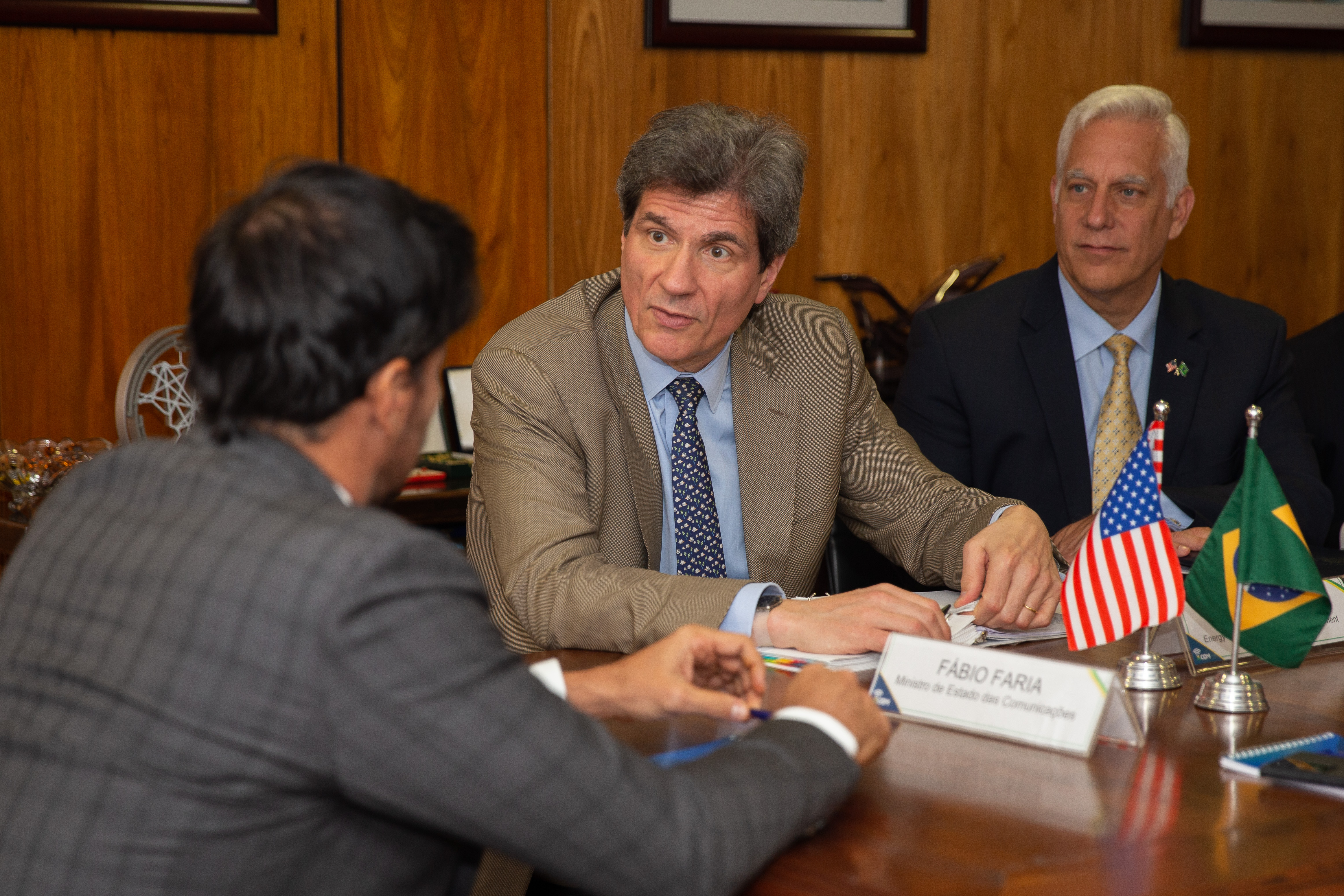
Dialogue de haut niveau États-Unis d'Amérique-Brésil en avril 2022

Cet article présente les faits marquants de l'année 2022 au Brésil.

## Évènements

### Janvier
- 4 janvier : Eduardo Paes, maire de Rio de Janeiro, annonce l'annulation du carnaval de rue de la ville[1].
- 6 janvier : en raison de la pandémie, le carnaval de rue de São Paulo est annulé par la mairie[2].
- 8 janvier :
  - l'éboulement de Capitólio fait 10 morts et 32 blessés dans le Minas Gerais[3].
  - une digue de la mine Pau Branco déborde à Nova Lima en raison de pluies excessives. L'eau, retenue par la structure, envahit la BR-040, qui relie Belo Horizonte à Rio de Janeiro, heurtant les véhicules qui passent sur l'autoroute[4].
- 13 janvier : un glissement de terrain détruit un manoir du XIXe siècle et une propriété dans le centre historique d'Ouro Preto, dans le Minas Gerais[5].
- 19 janvier : le footballeur Robinho est finalement condamné à 9 ans de prison pour viol en Italie[6].
- 24 janvier : la mort de l'immigré congolais Moïse Kabagambe à Barra da Tijuca, Rio de Janeiro, a des répercussions internationales, motivant des manifestations antiracistes dans des dizaines de villes brésiliennes[7],[8].
- 30 janvier : de fortes pluies frappent l'État de São Paulo, tuent au moins 24 personnes et laissent 660 familles sans abri[9].

### Février
- 1er février : un chantier de la ligne 6-Laranja du métro de São Paulo s'effondre et ouvre un cratère sur la Marginal Tietê, en direction de la Rodovia Ayrton Senna. La rupture d'une galerie d'égout serait à l'origine de l'accident[10].
- 13 février : célébration du centenaire de la Semaine d'art moderne[11].
- 15 février : de fortes pluies provoquent des inondations et des glissements de terrain à Petrópolis, dans la région montagneuse de l'État de Rio de Janeiro. Au moins 231 personnes sont tuées[12],[13].
- 25 février : au Conseil de sécurité des Nations unies, le Brésil et dix autres pays votent en faveur de la résolution condamnant l'invasion de l'Ukraine par la Russie[14].

### Mars
- 11 mars : Mauro Carlesse, le gouverneur évincé de Tocantins, démissionne. Son vice-président, Wanderlei Barbosa, qui a assuré l'intérim en octobre 2021, le remplace[15].
- 18 mars : l'application Telegram est bloquée au Brésil sur décision du juge du tribunal suprême fédéral, Alexandre de Moraes[16].
- 21 mars : de nouveaux intempéries frappent Petrópolis. Au moins 5 personnes sont mortes et 3 autres sont portées disparues[17].
- 25 mars : avec la chanson Envolver, la chanteuse Anitta devient la première artiste brésilienne à atteindre la première place du classement mondial de la plateforme Spotify[18].
- du 25 au 27 mars : neuvième édition du Lollapalooza Brasil[19].

### Avril
- 1er avril :
  - Bom Dia & Companhia, la seule émission de télévision pour enfants diffusée en clair, s'arrête après 28 ans de diffusion[20].
  - de fortes pluies provoquent des inondations et des glissements de terrain à Rio de Janeiro et dans les municipalités de la Costa Verde et de la Baixada Fluminense[21].
- 8 avril : un taureau envahit la tribune lors d'un rodéo à Patrocínio, dans l'arrière-pays du Minas Gerais. 16 personnes sont blessées[22].
- 13 avril : avec Santo Antônio, Olha por Nós !, l'école de samba Novo Império remporte le titre du carnaval de Vitória pour la septième fois, mettant fin à une série de 33 ans sans victoire[23].
- 20 avril : le député fédéral Daniel Silveira est condamné par la Cour suprême à 8 ans et 9 mois de prison et à la perte de ses droits politiques pour avoir encouragé des actes antidémocratiques. Le lendemain, le président Jair Bolsonaro signe une grâce qui lui accorde un sursis[24].
- 26 avril :
  - avec Fala, Majeté ! Sete Chaves de Exu, l'Acadêmicos do Grande Rio remporte pour la première fois le titre du Carnaval de Rio de Janeiro[25].
  - avec Planeta Água, Mancha Verde remporte le titre du carnaval de São Paulo pour la deuxième fois[26].

### Mai
- 7 mai : un accident de bus sur l'autoroute Régis Bittencourt, près de Miracatu, à l'intérieur de l'état de São Paulo, tue le chanteur Aleksandro, du duo Conrado & Aleksandro, et cinq autres membres de son équipe[27].
- 16 mai : Paulo Cupertino, accusé d'avoir tué l'acteur Rafael Miguel et ses parents en 2019, est arrêté par la police civile de São Paulo après trois ans de cavale[28].
- 17 mai :
  - L'Assemblée législative de São Paulo annule à l'unanimité le mandat d'Arthur do Val pour manquement à la bienséance parlementaire. L'ancien député a été dénoncé en mars après la fuite d'audios dans lesquels il tenait des propos sexistes sur les réfugiés ukrainiens[29].
  - La tempête subtropicale Yakecan frappe le Rio Grande do Sul[30].
- 24 mai : une opération de police à Vila Cruzeiro, Rio de Janeiro, fait 23 morts[31].
- 25 mai : un homme est torturé et assassiné lors d'une descente de police à Umbaúba, dans l'État de Sergipe. Les agents ont utilisé un véhicule de la police routière fédérale comme chambre à gaz improvisée et ont enfermé la victime dans le coffre[32].
- 27 mai : de fortes pluies provoquent des inondations et des glissements de terrain dans des municipalités de la région métropolitaine de Recife, faisant au moins 129 morts[33].

### Juin
- 6 juin : des recherches sont lancées pour retrouver l'indigéniste Bruno Araújo Pereira et le journaliste anglais Dom Phillips, disparus alors qu'ils se rendaient à Atalaia do Norte, dans l'État d'Amazonas[34].
- 7 juin : un séisme de magnitude 6,5 frappe la frontière entre l'Acre et le Pérou[35].
- 8 juin : le premier cas de variole du singe au Brésil est confirmé à São Paulo. Le patient est un homme de 41 ans qui s'est rendu en Espagne[36].
- 10 juin : un os du petit Leandro Bossi est retrouvé 30 ans après sa disparition au Paraná. L'enfant a disparu en février 1992 lors d'un concert à Guaratuba[37].
- 15 juin : L'assassinat de Bruno Araújo Pereira et de l'anglais Dom Phillips est confirmé à la suite des aveux des personnes soupçonnées d'avoir participé au crime et arrêtées par la police fédérale. Les dépouilles des deux hommes sont retrouvées quatre jours plus tard[38].
- 22 juin : Milton Ribeiro, ancien ministre de l'éducation, est arrêté par la police fédérale dans le cadre d'une enquête sur des détournements de fonds au sein du ministère de l'éducation[39].
- 25 juin : des bandits déclenchent des fusillades après des tentatives de vol au centre commercial Village Mall à Rio de Janeiro et au centre commercial Parque Dom Pedro à Campinas, São Paulo. À Rio de Janeiro, un agent de sécurité est tué. À São Paulo, un suspect est mort et deux agents de sécurité sont abattus[40],[41].
- 27 juin : le Boi Caprichoso remporte le titre du 55e festival folklorique de Parintins[42].
- 29 juin : Pedro Guimarães démissionne de son poste de président de la Caixa Econômica Federal à la suite d'allégations de harcèlement moral et sexuel à l'encontre d'employées[43].

### Juillet
- 4 juillet : de fortes pluies provoquent des inondations dans au moins 50 municipalités de l'État d'Alagoas[44].
- 5 juillet : Daniella Marques prend ses fonctions de présidente de la Caixa Econômica Federal[45].
- 6 juillet : inauguration du réseau 5G au Brésil, en commençant par Brasilia, dans le District Fédéral[46].
- 9 juillet : le garde municipal Marcelo Aloizio de Arruda, dirigeant municipal du Parti des travailleurs, est assassiné lors de sa fête d'anniversaire à Foz do Iguaçu, dans l'État du Paraná. Il est abattu par un agent de la police pénale fédérale, Jorge José da Rocha Guaranho, qui fait irruption dans la fête en criant des slogans en faveur du président Jair Bolsonaro[47],[48].
- 17 juillet : une opération de police dans le Complexo do Alemão, à Rio de Janeiro, fait 17 morts[49].
- 22 juillet : le footballeur Renan Victor da Silva est arrêté après avoir été impliqué dans un accident sur l'autoroute Alkindar Monteiro Junqueira, entre Itatiba et Bragança Paulista, qui a entraîné la mort d'un motocycliste[50].

### Août
- 1er août : début du recensement 2022[51].
- 5 août : le présentateur et humoriste brésilien Jô Soares est mort à l'âge de 84 ans. Au cours de sa carrière à la télévision, il a présenté des émissions à succès telles que Viva o Gordo, Jô Soares Onze e Meia et Programa do Jô[52].
- 16 août : Alexandre de Moraes devient le 55e président du Tribunal supérieur électoral (pt) du Brésil[53].
- 18 août : par 48 voix contre 2, le conseil municipal de Rio de Janeiro révoque le mandat du conseiller Gabriel Monteiro (pt) pour atteinte à la bienséance parlementaire en raison d'accusations de harcèlement sexuel à l'encontre d'anciens conseillers, d'enregistrement de vidéos intimes avec une mineure et d'exposition de personnes en situation de vulnérabilité[54].

### Septembre
- 2 septembre : début de la neuvième édition de Rock in Rio.
- 6 septembre : après presque neuf ans de fermeture pour rénovation, le musée d'Ipiranga rouvre ses portes à São Paulo[55].
- 7 septembre :
  - célébration du bicentenaire de l'indépendance du Brésil.
  - célébration du centenaire de la radio au Brésil.
- 15 septembre : L'acteur José Dumont est arrêté parce qu'il est soupçonné d'avoir stocké des images pédopornographiques et d'avoir abusé d'une adolescente de 12 ans[56].

### Octobre
- 2 octobre : élection présidentielle (1er tour) et élections parlementaires.
- 4 octobre : une fuite de gaz toxique tue une personne et laisse plus d'un millier de personnes temporairement sans abri dans huit quartiers de Pontal, dans l'État de São Paulo[57],[58].
- 5 octobre : un adolescent de 15 ans armé tire sur trois élèves dans une école publique de Sobral, dans l'État du Ceará. Deux victimes sont sorties de l'hôpital, tandis que la troisième est morte quatre jours plus tard[59],[60].
- 9 octobre : un accident impliquant un petit avion provoque la fermeture de la piste de l'aéroport de Congonhas pendant neuf heures et l'annulation de 140 vols dans 15 États et le District fédéral[61].
- 11 octobre : Paulo Dantas, gouverneur de l'État d'Alagoas, est démis de ses fonctions par la Cour supérieure de justice après avoir fait l'objet d'une enquête de la police fédérale et du Ministère public fédéral sur un système de racket présumé au sein de l'assemblée législative de l'État. Le gouverneur adjoint, José Wanderley Neto, prend ses fonctions par intérim[62].
- 17 octobre : la police civile du Rio Grande do Sul ouvre une enquête sur des infractions racistes commises à l'encontre du chanteur Seu Jorge lors de sa prestation au Grêmio Náutico União de Porto Alegre[63].
- 23 octobre : l'ancien député Roberto Jefferson est arrêté après avoir lancé une grenade et blessé deux agents de la police fédérale qui s'étaient rendus à son domicile de Comendador Levy Gasparian, de l'État de Rio de Janeiro, pour délivrer un mandat d'arrêt émis par le Tribunal suprême fédéral. Jefferson se rend à la police après avoir résisté à l'arrestation pendant environ huit heures[64].
- 30 octobre : élection présidentielle (2d tour), Luiz Inácio Lula da Silva est élu face à Jair Bolsonaro ; début des manifestations électorales par des bolsonaristes.
- 31 octobre : pour protester contre la victoire de Lula au second tour de l'élection présidentielle, les camionneurs bloquent les autoroutes dans 23 États[65].

### Novembre
- 6 novembre : Guilherme de Pádua, ancien acteur, criminel et pasteur évangélique meurt à l'âge de 53 ans d'une crise cardiaque. Il s'est fait connaître au niveau national pour le meurtre de son ancienne collègue Daniella Perez, fille de l'écrivaine Glória Perez, avec l'aide de son épouse de l'époque, Paula Thomaz, en 1992[66].
- 7 novembre : l'ancien conseiller municipal de Rio de Janeiro, Gabriel Monteiro est arrêté pour viol[67].
- 13 novembre : 
  - après 7 jours de procès, le troisième tribunal pénal de Niterói condamne l'ancienne députée fédérale et pasteure Flordelis à 50 ans et 28 jours de prison pour triple homicide, tentative de double homicide, utilisation de faux document et association criminelle armée pour le meurtre de son mari, le pasteur Anderson do Carmo[68].
  - le chanteur Milton Nascimento réalise le dernier concert de sa carrière au stade Mineirão de Belo Horizonte[69].
- 24 novembre : le maire de la municipalité de Lajeado do Bugre, dans l'État du Rio Grande do Sul, Roberto Maciel Santos, est abattu à l'intérieur de la mairie[70].
- 25 novembre : un homme attaque deux écoles à Aracruz, Espírito Santo, tuant quatre personnes et en blessant 13 autres[71].

### Décembre
- 5 décembre : des pluies torrentielles frappent les municipalités de huit États, provoquant des inondations et des glissements de terrain[72].
- 12 décembre : 
  - les manifestants Bolsonaristes se livrent à des actes de vandalisme et tentent de prendre d'assaut le siège de la police fédérale à Brasilia[73].
  - Monseigneur Jonas Abib, écrivain, prédicateur, musicien et fondateur de la communauté catholique Canção Nova, meurt à l'âge de 85 ans. Le prêtre a joué un rôle important dans l'évangélisation de la jeunesse catholique à partir des années 1970[74].
- 19 décembre : 
  - par 6 voix contre 5, le Tribunal suprême fédéral déclare l'Amendement du rapporteur inconstitutionnel[75].
  - après 6 ans et 1 mois, l'ancien gouverneur de Rio de Janeiro, Sérgio Cabral Filho, quitte la prison pour être assigné à résidence[76].
- 28 décembre - 15 janvier 2023 : Dix personnes d'une même famille sont massacrés dans le District fédéral[77].

## Décès
- 20 janvier : Elza Soares, chanteuse brésilienne de samba.
- 24 janvier : Olavo de Carvalho, philosophe autodidacte, écrivain et essayiste.
- 15 février : Arnaldo Jabor, scénariste, réalisateur, producteur, monteur, acteur et compositeur.
- 3 avril : Lygia Fagundes Telles, romancière et nouvelliste.
- 4 juillet : Claudio Hummes, cardinal.
- 5 août : Jô Soares, acteur, journaliste, écrivain, dramaturge et humoriste.
- 7 août : Marco Mattoli, chanteur, compositeur et guitariste.
- 17 août : Armindo Antônio Ranzolin, journaliste et narrateur sportif.
- 23 août : Indien au trou, dernier survivant d’un groupe ethnique inconnu d’Amazonie.
- 2 octobre : Éder Jofre, boxeur.
- 9 novembre : Gal Costa, chanteuse et guitariste.
- 16 novembre : Isabel Salgado, joueuse de volley-ball et de beach-volley.
- 22 novembre : Erasmo Carlos, chanteur, auteur-compositeur, acteur.
- 17 décembre : Nélida Piñón, écrivaine.
- 29 décembre : Pelé, footballeur.